# Скалистый голубь
Скалистый голубь (лат. Columba rupestris) — птица из семейства голубиных.

## Описание
Немного мельче сизого голубя, выглядит стройнее и изящнее его. Общая длина самцов 34—35 см, самок 33—34 см; длина крыла 22,0—23,5 см, размах крыльев 65,5—67,5 см. Общая окраска верха светло-сизая, немного темнее на голове и шее. Верх шеи с зелёным металлическим блеском, менее выраженным на зашейке. Низ шеи и перья зоба с пурпурно-красным металлическим блеском с зелёным обрамлением. Брюхо и подхвостье светло-серые, низ спины ярко-белый, надхвостье аспидное или свинцово-серое. На крыле две поперечные чёрные полосы, постепенно суживающиеся с боков книзу. Самки несколько мельче и стройнее самцов, с менее яркоокрашенной шеей и зобом и более подвижные.

## Ареал
Распространён в Средней, Центральной, Южной и Восточной Азии: Афганистан, Китай, Индия, Казахстан, Корейский полуостров, Кыргызстан, Монголия, Непал, Пакистан, Россия, Таджикистан, Туркменистан.
Общая численность неизвестна, но вид считается обычным в местах распространения.

## Подвиды
Выделяют 2 подвида скалистого голубя:
- Columba rupestris rupestris Pallas, 1811 — западная Монголия, Забайкалье и Приамурье, Корея, на юг через Монголию до восточного Тибета, западного Сычуаня, Хелан-Шаня и Хеилонджианга.
- Columba rupestris turkestanica Buturlin, 1908 — Семиречье, Зайсан и российский Алтай, на юг через Туркестан до Балистана (Джилгит, Ясин, Ханза и Каракорум), на восток до западного Тибета и северных предгорий Гималаев.

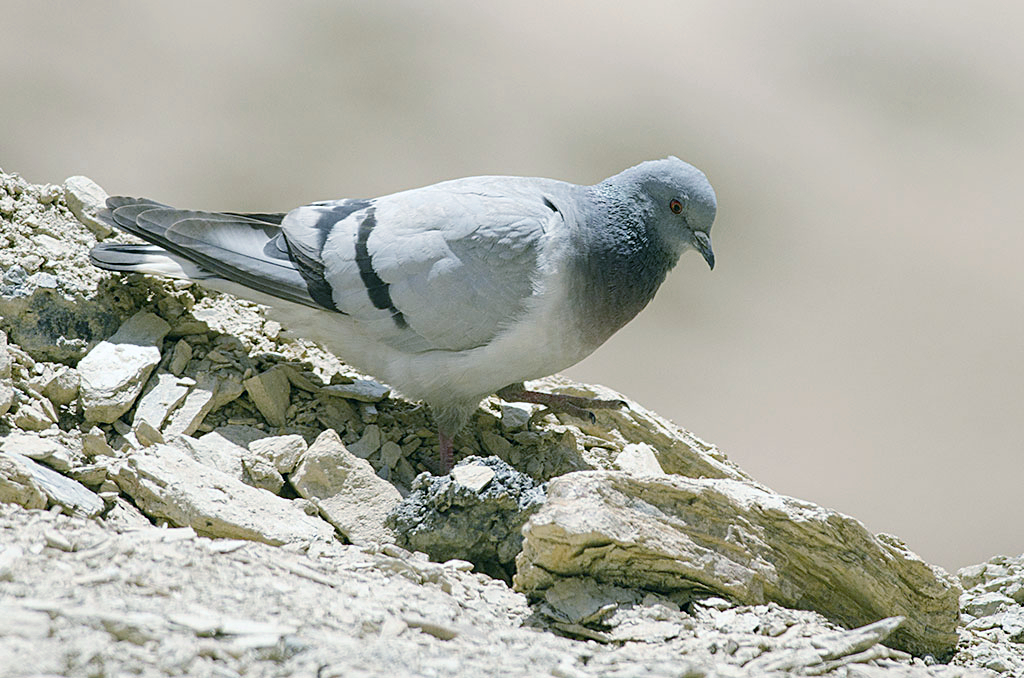
Скалистый голубь (Индия)

В России встречаются оба подвида.